# Aulacodes longiplagialis
Aulacodes longiplagialis là một loài bướm đêm trong họ Crambidae.